# Ruta Estatal de Nevada 668
La Ruta Estatal de Nevada 668, y abreviada SR 668 (en inglés: Nevada State Route 668) es una carretera estatal estadounidense ubicada en el estado de Nevada. La carretera inicia en el Sur desde la Hymer Avenue in Sparks hacia el Norte en la I 80     en Sparks. La carretera tiene una longitud de 0,5 km (0.314 mi).

## Mantenimiento
Al igual que las autopistas interestatales, y las rutas federales y el resto de carreteras estatales, la Ruta Estatal de Nevada 668 es administrada y mantenida por el Departamento de Transporte de Nevada por sus siglas en inglés Nevada DOT.

## Cruces
La Ruta Estatal de Nevada 668 es atravesada principalmente por la  I 80 .